# アウンラン
アウンラン（Aunglan） （旧称：アランミョー＆ミエデ）は、ミャンマー中部マグウェ地方域、テェット地区にある最大の都市であり、マグウェ地方域南部に位置し、中央乾燥地の一角をなす。
ピイ（プローム）、タウンドウィンジー、マグウェの各都市の間にある（水路では、ピイとマグウェの中間に位置し、陸路を使えばタウンドウィンジーとピイの中間に位置する）。エーヤワディー川対岸やや南に、Thayetがある。
2014年の国勢調査によると、人口は23.5万人以上と推計されている。総人口の47.5%が男性、52.5%が女性である。アウンランは、元々、ミエデから北に移動して形成された新しい都市であった。第二次英緬戦争後、ミエデの南部はイギリスに併合され、北部はミャンマー国王の統治下に置かれた。